# 余杭街道
余杭街道，俗称“老余杭”。是浙江省杭州市余杭区下辖的一个街道。全镇总面积100.38平方公里，总人口8.0371万人。此地是余杭县（公元前222年至1958年）县城所在地。

## 辖区
余杭街道辖有：
- 社区(10)：通济社区、山西园社区、南安社区、南渠社区、凤联社区、大禹社区、文昌社区、凤栖社区、沈家店社区、上文山社区；
- 行政村(13)：宝塔村、华坞村、中南村、义桥村、上湖村、仙宅村、竹园村、洪桐村、溪塔村、永安村、凤凰山村、金星村、下陡门村。